# NGC 1195
NGC 1195 је елиптична галаксија у сазвежђу Еридан која се налази на NGC листи објеката дубоког неба.
Деклинација објекта је - 12° 2' 21" а ректасцензија 3h 3m 32,7s. Привидна величина (магнитуда) објекта NGC 1195 износи 14,5 а фотографска магнитуда 15,5. NGC 1195 је још познат и под ознакама MCG -2-8-42A, NPM1G -12.0111, PGC 11517.